# Patentový zástupce
Patentový zástupce je odborník, který poskytuje právní služby v oblasti průmyslového (duševního) vlastnictví. Jeho hlavním úkolem je odborné posouzení předmětu ochrany, poradenství při výběru druhu ochrany, zpracování potřebných žádosti i podkladů a zastupování před příslušnými úřady a soudy.

## Předpoklady pro činnost patentového zástupce
Patentový zástupce musí být vzdělán v technické i právní oblasti, což prokazuje odbornou zkoušku u Úřadu průmyslového vlastnictví, musí mít alespoň tříletou praxi v oboru průmyslového (duševního) vlastnictví a do rukou předsedy Komory patentových zástupců České republiky složit slib, ve kterém se zavazuje na svou občanskou čest a svědomí zachovávat Ústavu ČR a zákony, svědomitě plnit své povinnosti, zejména vůči klientům, a zachovávat mlčenlivost. Následně může být zapsán do rejstříku patentových zástupců, který vede Komora patentových zástupců České republiky a obdržet od ní osvědčení pro výkon činnosti.

## Způsob poskytování služeb patentového zástupce
Patentový zástupce poskytuje své služby svým jménem a na svůj účet nebo jako společník nebo zaměstnanec společnosti patentových zástupců a přitom je povinen zachovávat pravidla profesní etiky stanovené komorou patentových zástupců.